# Provincia di Azua
Azua è una delle 32 province della Repubblica Dominicana. Il suo capoluogo è la Azua de Compostela.

## Geografia antropica

### Suddivisioni amministrative
La provincia si suddivide in 10 comuni e 22 distretti municipali (distrito municipal - D.M.):
- Azua de Compostela
  - Barreras (D.M.)
  - Barro Arriba (D.M.)
  - Clavellina (D.M.)
  - Emma Balaguer Viuda Vallejo (D.M.)
  - Las Barias-La Estancia (D.M.)
  - Las Lomas (D.M.)
  - Los Jovillos (D.M.)
  - Puerto Viejo (D.M.)
- Estebanía
- Guayabal
- Las Charcas
  - Hatillo (D.M.)
  - Palmar de Ocoa (D.M.)

- Las Yayas de Viajama
  - Villarpando (D.M.)
  - Hato Nuevo-Cortés (D.M.)
- Padre Las Casas
  - La Siembra (D.M.)
  - Las Lagunas (D.M.)
  - Los Fríos (D.M.)
- Peralta
- Pueblo Viejo
- Sabana Yegua
  - Proyecto 4 (D.M.)
  - Ganadero (D.M.)
  - Proyecto 2-C (D.M.)
  - El Rosario (D.M.)
- Tábara Arriba
  - Amiama Gómez (D.M.)
  - Los Toros (D.M.)
  - Tábara Abajo (D.M.)